# Алф Шобери
Алф Шобери (на шведски: Alf Sjöberg) е шведски режисьор. 

## Биография
Той е роден на 21 юни 1903 година в Стокхолм. Водеща фигура в шведския театър, от 1930 до 1980 година той е първи режисьор на Кралския драматичен театър в Стокхолм. Освен в театъра работи и в киното, като филмите му „Iris och löjtnantshjärta“ (1946) и „Жули, Жан и Кристин“ („Fröken Julie“, 1951) получават Голямата награда на Фестивала в Кан.
Алф Шобери умира на 17 април 1980 година в Стокхолм.

## Избрана филмография
| година | филм                | оригинално заглавие      | бележки                  |
| ------ | ------------------- | ------------------------ | ------------------------ |
| 1946   | Ирис и лейтенанта   | Iris och löjtnantshjärta | „Голямата награда“ в Кан |
| 1951   | Жули, Жан и Кристин | Fröken Julie             | „Голямата награда“ в Кан |